# Rafle de maïs

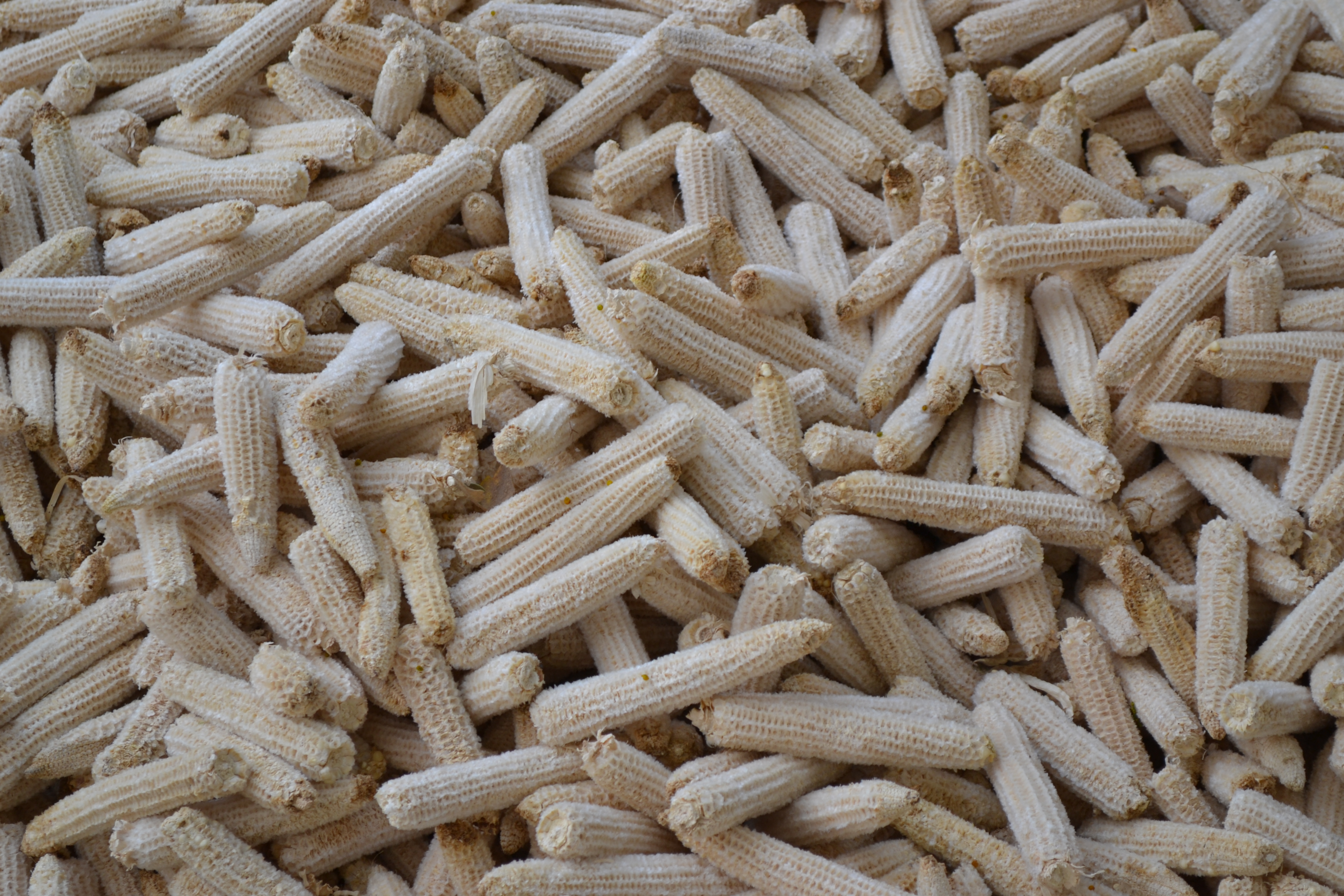
Rafles de maïs en vrac.

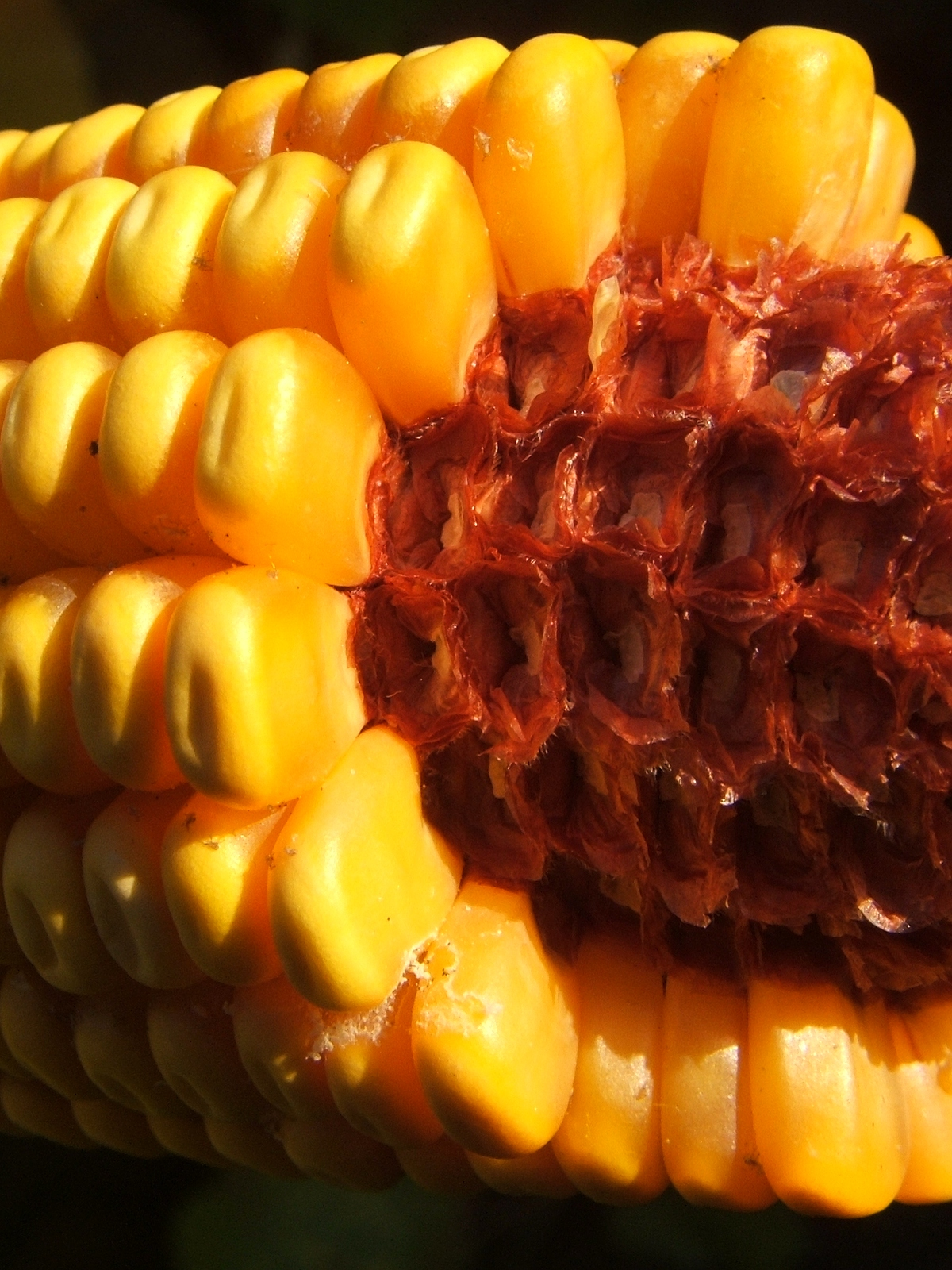
Rafle de maïs avec les grains attachés.

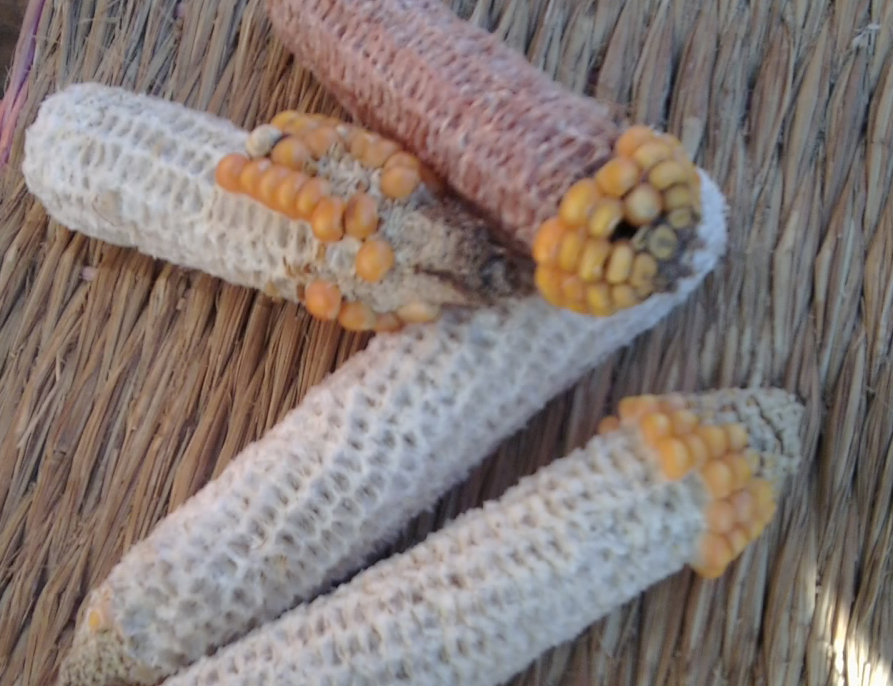
Rafles de maïs presque entièrement dépouillées de leurs grains.

La rafle de maïs est le rachis (axe) de l'épi de maïs (Zea mays ssp. mays), inflorescence femelle du maïs sur lequel sont implantés les épillets femelles qui se transforment en grains lors de la maturation de la plante.
Encore tendres, les jeunes épis peuvent être consommés entièrement, mais au fur et à mesure que la plante mûrit la rafle devient plus dure jusqu'à ce que les grains deviennent la partie principalement comestible.
Lors de la récolte du maïs, les rafles peuvent être ramassées sous forme d'épis entiers (ce qui est nécessaire pour le « maïs en épi ») ou au contraire, dans le cas du moissonnage mécanique, peuvent être abandonnées sur le champ avec les autres résidus de culture (tiges et feuilles).
La partie la plus interne de la rafle est blanche et a une consistance tendre.

## Utilisation
Les rafles de maïs ont diverses applications, dont :
- Source industrielle de furfural[1].
- Fourrage pour les ruminants d'élevage (malgré une faible valeur nutritive).
- L'eau dans laquelle on a fait bouillir des rafles de maïs contient des épaississants et peut être ajoutée à du potage ou transformée en gelée de maïs sucrée traditionnelle.
- Litière pour animaux - les rafles absorbent l'humidité et fournissent une surface adaptée[2].
- Abrasif doux, lorsqu'elle est grossièrement broyée, pour nettoyer les surfaces dans le bâtiment.
- Matière première pour les têtes de pipe en maïs[3].
- Biocombustible[4].
- Production de charbon de bois.

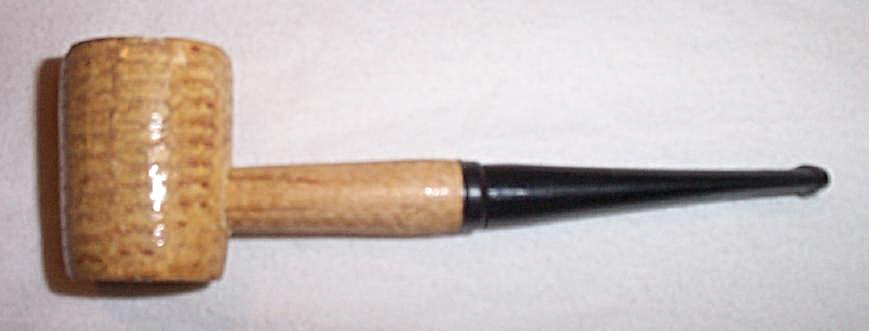
Pipe en maïs.